# Auwald bei Plötzkau
Der Auwald bei Plötzkau ist ein Naturschutzgebiet in der Gemeinde Plötzkau im Salzlandkreis in Sachsen-Anhalt.

## Allgemeines
Das Naturschutzgebiet mit dem Kennzeichen NSG 0082 ist rund 131 Hektar groß. Es ist nahezu vollständig Bestandteil des Vogelschutzgebietes „Auenwald Plötzkau“ und des FFH-Gebietes „Auenwälder bei Plötzkau“ und vom Landschaftsschutzgebiet „Saale“ umgeben. Das Gebiet steht seit dem 1. Mai 1961 unter Schutz (Datum der Verordnung: 30. März 1961) und wurde 1983 erweitert. Zuständige untere Naturschutzbehörde ist der Salzlandkreis.

## Beschreibung
Das Naturschutzgebiet liegt südwestlich von Bernburg (Saale) im Naturpark Unteres Saaletal. Es stellt einen in der Saaleniederung gelegenen Auwald mit verlandenden Altarmen, Gräben und Bachläufen, feuchten Senken sowie kleinen Auewiesen unter Schutz. Der Auwald wird von Ulmen und Eschen sowie einzelnen Stieleichen geprägt. Die Krautschicht bilden Frühjahrsblüher wie Hohler Lerchensporn, Scharbockskraut, Waldgelbstern und Gelbes Windröschen sowie später im Jahr Hochstauden und Gräser. Die verlandenden Altarme werden von Schwimmblattpflanzen und Röhrichten geprägt.
Der Auwald beherbergte seit 1963 eine Graureiherkolonie mit zeitweise bis zu 140 Brutpaaren. Die Graureiherbestände gingen Ende der 1990er Jahre zurück und die Kolonie erlosch 2003 vollständig. Daneben sind zahlreiche Greifvögel hier heimisch, darunter Rot- und Schwarzmilan, Habicht, Wespen- und Mäusebussard. Weiterhin ist das Naturschutzgebiet Lebensraum für weitere Brutvögel, z. B. Hohltaube, Mittelspecht, Eisvogel, Hauben- und Zwergtaucher sowie Tafelente. 
Ein kurzer Abschnitt des Saale-Radwegs verläuft durch das Naturschutzgebiet bzw. an dessen Rand entlang.